# Калень-Мала
Калень-Мала (пол. Kaleń Mała) — село в Польщі, у гміні Ходув Кольського повіту Великопольського воєводства.
Населення — 165 осіб (2011).
У 1975-1998 роках село належало до Конінського воєводства.

## Демографія
Демографічна структура станом на 31 березня 2011 року:
|          | Загалом | Допрацездатний вік | Працездатний вік | Постпрацездатний вік |
| -------- | ------- | ------------------ | ---------------- | -------------------- |
| Чоловіки | 82      | 25                 | 46               | 11                   |
| Жінки    | 83      | 18                 | 43               | 22                   |
| Разом    | 165     | 43                 | 89               | 33                   |